# Závod
Závod é um município da Eslováquia, situado no distrito de Malacky, na região de Bratislava. Tem 27,37 km² de área e sua população em 2019 foi estimada em 2862 habitantes.

## Demografia
| Ano:        | 1994 | 2004   | 2014   | 2024   |
| ----------- | ---- | ------ | ------ | ------ |
| Broj ljudi: | 2532 | 2664   | 2792   | 2938   |
| Razlika:    |      | +5,21% | +4,80% | +5,22% |

| Ano:               | 2023 | 2024   |
| ------------------ | ---- | ------ |
| Número de pessoas: | 2956 | 2938   |
| Diferença:         |      | -0,60% |